# Chiropsalmus quadrigatus
Chiropsalmus quadrigatus é uma espécie de medusa cúbica da família Chiropsalmidae.